# Gmina Spring Rock

Położenie Gminy Spring Rock w hrabstwie Clinton

Gmina Spring Rock (ang. Spring Rock Township) – gmina w USA, w stanie Iowa, w hrabstwie Clinton. Według danych z 2000 roku gmina miała 1142 mieszkańców, a jej powierzchnia wynosi 93,9 km².